# Sílvio Silva Sobrinho
Sílvio Silva Sobrinho (Araranguá, 29 de abril de 1944) é um político brasileiro.

## Vida
Filho de Ari Máximo da Silva e de Delci Zim Silva. Casou com Maria da Graça Bertoncini Silva.

## Carreira
Foi deputado à Assembleia Legislativa de Santa Catarina na 8ª legislatura (1975 — 1979), eleito pelo Movimento Democrático Brasileiro (MDB).